# Liste des sénateurs des États-Unis pour le Nevada
Cet article dresse la liste des membres du Sénat des États-Unis élus de l'État du Nevada depuis son admission dans l'Union le 31 octobre 1864.

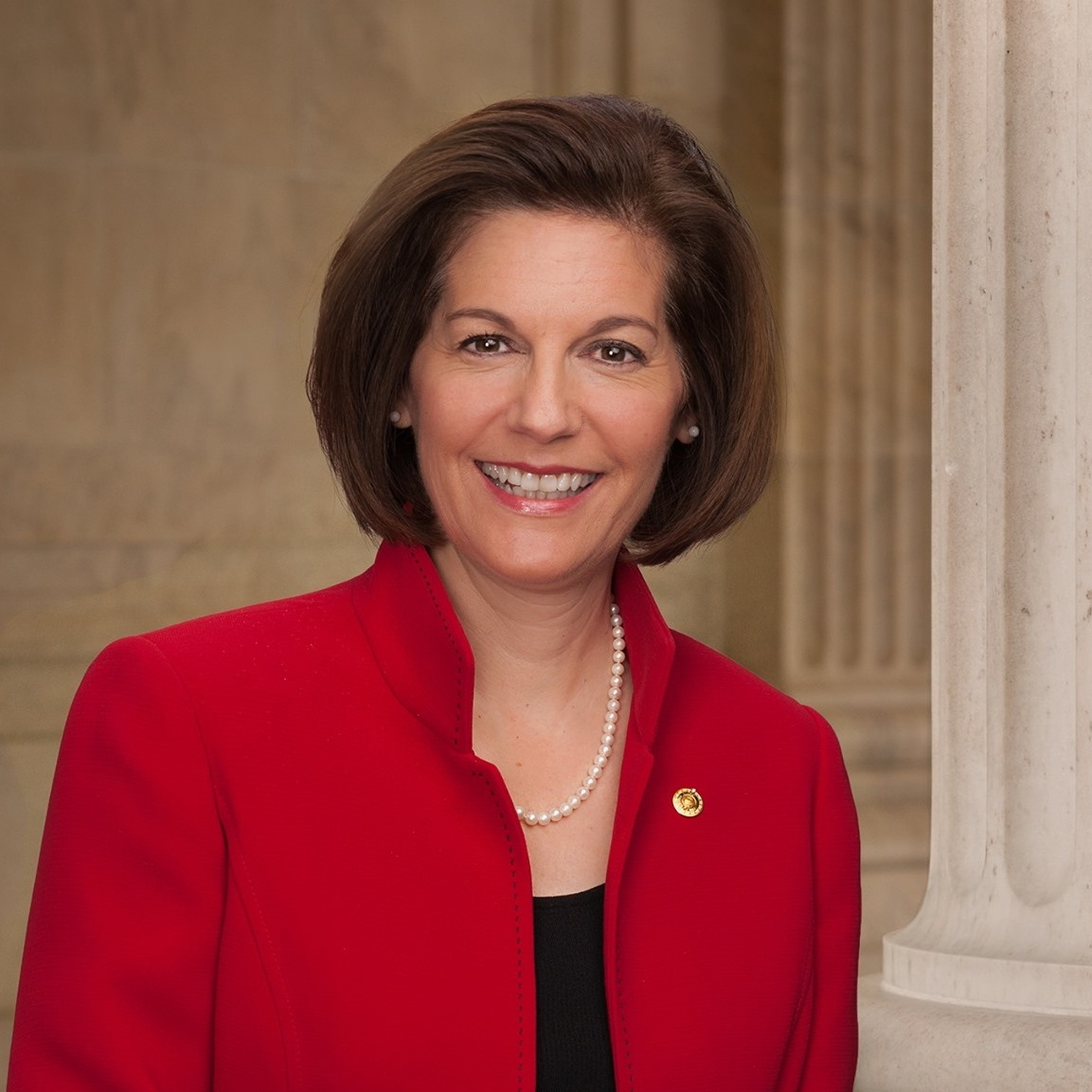
Catherine Cortez Masto (D), sénatrice depuis 2017.
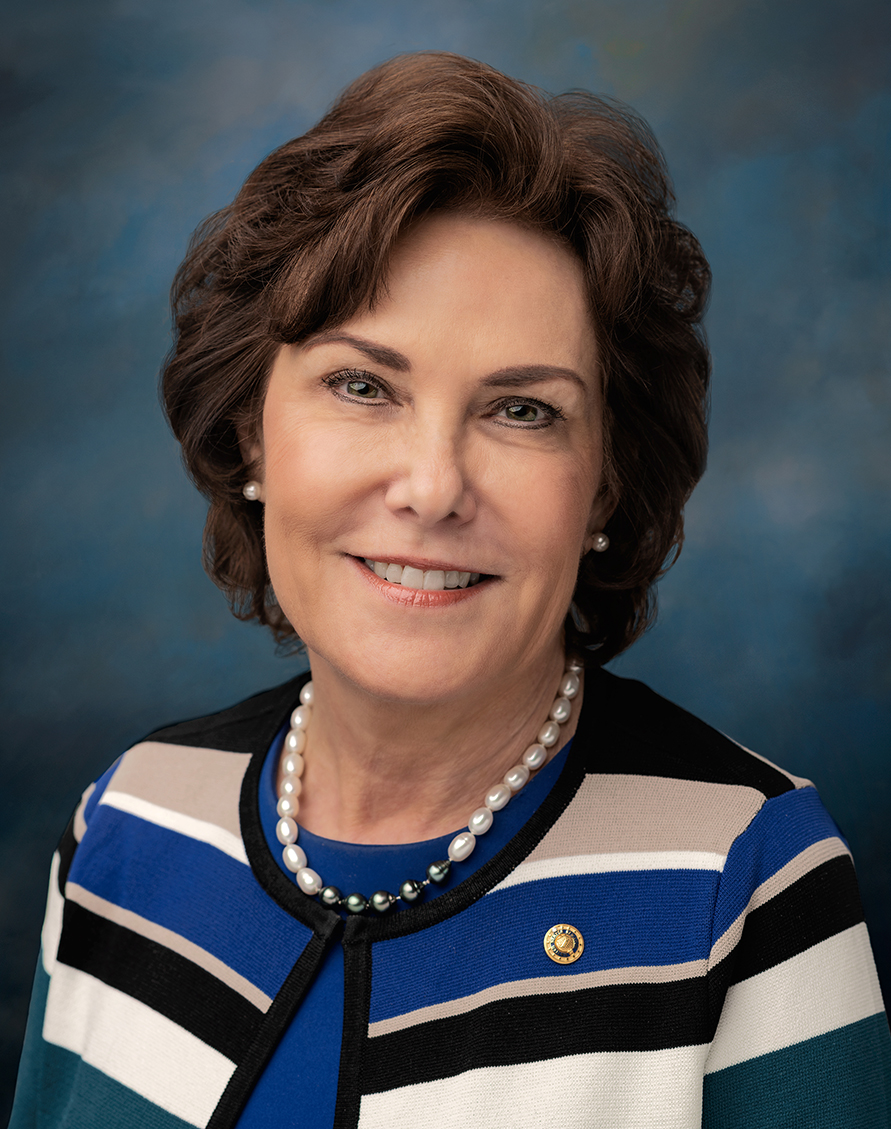
Jacky Rosen (D), sénatrice depuis 2019.

## Élections
Les deux sénateurs sont élus au suffrage universel direct pour un mandat de six ans. Les prochaines élections auront lieu en novembre 2030 pour le siège de la classe I et en novembre 2028 pour le siège de la classe III.

## Liste des sénateurs
| Sénateur de classe I | Sénateur de classe I                | Sénateur de classe I               | Congrès                         | Sénateur de classe III | Sénateur de classe III     | Sénateur de classe III |
| -------------------- | ----------------------------------- | ---------------------------------- | ------------------------------- | ---------------------- | -------------------------- | ---------------------- |
|                      | William M. Stewart (républicain)    |                                    | 38e (1863-1865)                 |                        | James W. Nye (républicain) |                        |
| 39e (1865-1867)      | William M. Stewart (républicain)    |                                    |                                 |                        | James W. Nye (républicain) |                        |
| 40e (1867-1869)      | William M. Stewart (républicain)    |                                    |                                 |                        | James W. Nye (républicain) |                        |
| 41e (1869-1871)      | William M. Stewart (républicain)    |                                    |                                 |                        | James W. Nye (républicain) |                        |
| 42e (1871-1873)      | William M. Stewart (républicain)    |                                    |                                 |                        | James W. Nye (républicain) |                        |
| 43e (1873-1875)      | William M. Stewart (républicain)    |                                    | John P. Jones (républicain)     |                        |                            |                        |
|                      | William Sharon (républicain)        |                                    | John P. Jones (républicain)     | 44e (1875-1877)        |                            |                        |
| 45e (1877-1879)      | William Sharon (républicain)        |                                    | John P. Jones (républicain)     |                        |                            |                        |
| 46e (1879-1881)      | William Sharon (républicain)        |                                    | John P. Jones (républicain)     |                        |                            |                        |
|                      | James Graham Fair (démocrate)       |                                    | John P. Jones (républicain)     | 47e (1881-1883)        |                            |                        |
| 48e (1883-1885)      | James Graham Fair (démocrate)       |                                    | John P. Jones (républicain)     |                        |                            |                        |
| 49e (1885-1887)      | James Graham Fair (démocrate)       |                                    | John P. Jones (républicain)     |                        |                            |                        |
|                      | William M. Stewart (républicain)    |                                    | John P. Jones (républicain)     | 50e (1887-1889)        |                            |                        |
| 51e (1889-1891)      | William M. Stewart (républicain)    |                                    | John P. Jones (républicain)     |                        |                            |                        |
| 52e (1891-1893)      | William M. Stewart (républicain)    |                                    | John P. Jones (républicain)     |                        |                            |                        |
| 53e (1893-1895)      | William M. Stewart (républicain)    |                                    | John P. Jones (républicain)     |                        |                            |                        |
| 54e (1895-1897)      | William M. Stewart (républicain)    |                                    | John P. Jones (républicain)     |                        |                            |                        |
| 55e (1897-1899)      | William M. Stewart (républicain)    |                                    | John P. Jones (républicain)     |                        |                            |                        |
| 56e (1899-1901)      | William M. Stewart (républicain)    |                                    | John P. Jones (républicain)     |                        |                            |                        |
| 57e (1901-1903)      | William M. Stewart (républicain)    |                                    | John P. Jones (républicain)     |                        |                            |                        |
| 58e (1903-1905)      | William M. Stewart (républicain)    |                                    | Francis G. Newlands (démocrate) |                        |                            |                        |
|                      | George S. Nixon (en) (républicain)  |                                    | Francis G. Newlands (démocrate) | 59e (1905-1907)        |                            |                        |
| 60e (1907-1909)      | George S. Nixon (en) (républicain)  |                                    | Francis G. Newlands (démocrate) |                        |                            |                        |
| 61e (1909-1911)      | George S. Nixon (en) (républicain)  |                                    | Francis G. Newlands (démocrate) |                        |                            |                        |
| 62e (1911-1913)      | George S. Nixon (en) (républicain)  |                                    | Francis G. Newlands (démocrate) |                        |                            |                        |
|                      | William A. Massey (républicain)     |                                    | Francis G. Newlands (démocrate) |                        |                            |                        |
|                      | Key Pittman (démocrate)             |                                    | Francis G. Newlands (démocrate) |                        |                            |                        |
| 63e (1913-1915)      |                                     |                                    | Francis G. Newlands (démocrate) |                        |                            |                        |
| 64e (1915-1917)      |                                     |                                    | Francis G. Newlands (démocrate) |                        |                            |                        |
| 65e (1917-1919)      |                                     |                                    | Francis G. Newlands (démocrate) |                        |                            |                        |
|                      | Charles Henderson (en) (démocrate)  |                                    |                                 |                        |                            |                        |
| 66e (1919-1921)      |                                     |                                    |                                 |                        |                            |                        |
| 67e (1921-1923)      |                                     | Tasker Oddie (en) (républicain)    |                                 |                        |                            |                        |
| 68e (1923-1925)      |                                     | Tasker Oddie (en) (républicain)    |                                 |                        |                            |                        |
| 69e (1925-1927)      |                                     | Tasker Oddie (en) (républicain)    |                                 |                        |                            |                        |
| 70e (1927-1929)      |                                     | Tasker Oddie (en) (républicain)    |                                 |                        |                            |                        |
| 71e (1929-1931)      |                                     | Tasker Oddie (en) (républicain)    |                                 |                        |                            |                        |
| 72e (1931-1933)      |                                     | Tasker Oddie (en) (républicain)    |                                 |                        |                            |                        |
| 73e (1933-1935)      |                                     | Pat McCarran (démocrate)           |                                 |                        |                            |                        |
| 74e (1935-1937)      |                                     | Pat McCarran (démocrate)           |                                 |                        |                            |                        |
| 75e (1937-1939)      |                                     | Pat McCarran (démocrate)           |                                 |                        |                            |                        |
| 76e (1939-1941)      |                                     | Pat McCarran (démocrate)           |                                 |                        |                            |                        |
|                      | Berkeley L. Bunker (en) (démocrate) | Pat McCarran (démocrate)           |                                 |                        |                            |                        |
| 77e (1941-1943)      |                                     | Pat McCarran (démocrate)           |                                 |                        |                            |                        |
|                      | James G. Scrugham (en) (démocrate)  | Pat McCarran (démocrate)           |                                 |                        |                            |                        |
| 78e (1943-1945)      |                                     | Pat McCarran (démocrate)           |                                 |                        |                            |                        |
| 79e (1945-1947)      |                                     | Pat McCarran (démocrate)           |                                 |                        |                            |                        |
|                      | Edward P. Carville (en) (démocrate) | Pat McCarran (démocrate)           |                                 |                        |                            |                        |
|                      | George W. Malone (en) (républicain) | Pat McCarran (démocrate)           |                                 | 80e (1947-1949)        |                            |                        |
| 81e (1949-1951)      | George W. Malone (en) (républicain) | Pat McCarran (démocrate)           |                                 |                        |                            |                        |
| 82e (1951-1953)      | George W. Malone (en) (républicain) | Pat McCarran (démocrate)           |                                 |                        |                            |                        |
| 83e (1953-1955)      | George W. Malone (en) (républicain) |                                    |                                 |                        |                            |                        |
|                      | George W. Malone (en) (républicain) | Ernest S. Brown (en) (républicain) |                                 |                        |                            |                        |
|                      | George W. Malone (en) (républicain) | Alan Bible (en) (démocrate)        |                                 |                        |                            |                        |
| 84e (1955-1957)      | George W. Malone (en) (républicain) |                                    |                                 |                        |                            |                        |
| 85e (1957-1959)      | George W. Malone (en) (républicain) |                                    |                                 |                        |                            |                        |
|                      | Howard Cannon (en) (démocrate)      |                                    | 86e (1959-1961)                 |                        |                            |                        |
| 87e (1961-1963)      | Howard Cannon (en) (démocrate)      |                                    |                                 |                        |                            |                        |
| 88e (1963-1965)      | Howard Cannon (en) (démocrate)      |                                    |                                 |                        |                            |                        |
| 89e (1965-1967)      | Howard Cannon (en) (démocrate)      |                                    |                                 |                        |                            |                        |
| 90e (1967-1969)      | Howard Cannon (en) (démocrate)      |                                    |                                 |                        |                            |                        |
| 91e (1969-1971)      | Howard Cannon (en) (démocrate)      |                                    |                                 |                        |                            |                        |
| 92e (1971-1973)      | Howard Cannon (en) (démocrate)      |                                    |                                 |                        |                            |                        |
| 93e (1973-1975)      | Howard Cannon (en) (démocrate)      |                                    |                                 |                        |                            |                        |
|                      | Howard Cannon (en) (démocrate)      | Paul Laxalt (républicain)          |                                 |                        |                            |                        |
| 94e (1975-1977)      | Howard Cannon (en) (démocrate)      |                                    |                                 |                        |                            |                        |
| 95e (1977-1979)      | Howard Cannon (en) (démocrate)      |                                    |                                 |                        |                            |                        |
| 96e (1979-1981)      | Howard Cannon (en) (démocrate)      |                                    |                                 |                        |                            |                        |
| 97e (1981-1983)      | Howard Cannon (en) (démocrate)      |                                    |                                 |                        |                            |                        |
|                      | Chic Hecht (en) (républicain)       |                                    | 98e (1983-1985)                 |                        |                            |                        |
| 99e (1985-1987)      | Chic Hecht (en) (républicain)       |                                    |                                 |                        |                            |                        |
| 100e (1987-1989)     | Chic Hecht (en) (républicain)       |                                    | Harry Reid (démocrate)          |                        |                            |                        |
|                      | Richard Bryan (démocrate)           |                                    | Harry Reid (démocrate)          | 101e (1989-1991)       |                            |                        |
| 102e (1991-1993)     | Richard Bryan (démocrate)           |                                    | Harry Reid (démocrate)          |                        |                            |                        |
| 103e (1993-1995)     | Richard Bryan (démocrate)           |                                    | Harry Reid (démocrate)          |                        |                            |                        |
| 104e (1995-1997)     | Richard Bryan (démocrate)           |                                    | Harry Reid (démocrate)          |                        |                            |                        |
| 105e (1997-1999)     | Richard Bryan (démocrate)           |                                    | Harry Reid (démocrate)          |                        |                            |                        |
| 106e (1999-2001)     | Richard Bryan (démocrate)           |                                    | Harry Reid (démocrate)          |                        |                            |                        |
|                      | John Ensign (républicain)           |                                    | Harry Reid (démocrate)          | 107e (2001-2003)       |                            |                        |
| 108e (2003-2005)     | John Ensign (républicain)           |                                    | Harry Reid (démocrate)          |                        |                            |                        |
| 109e (2005-2007)     | John Ensign (républicain)           |                                    | Harry Reid (démocrate)          |                        |                            |                        |
| 110e (2007-2009)     | John Ensign (républicain)           |                                    | Harry Reid (démocrate)          |                        |                            |                        |
| 111e (2009-2011)     | John Ensign (républicain)           |                                    | Harry Reid (démocrate)          |                        |                            |                        |
| 112e (2011-2013)     | John Ensign (républicain)           |                                    | Harry Reid (démocrate)          |                        |                            |                        |
|                      | Dean Heller (républicain)           |                                    | Harry Reid (démocrate)          |                        |                            |                        |
| 113e (2013-2015)     |                                     |                                    | Harry Reid (démocrate)          |                        |                            |                        |
| 114e (2015-2017)     |                                     |                                    | Harry Reid (démocrate)          |                        |                            |                        |
| 115e (2017-2019)     |                                     | Catherine Cortez Masto (démocrate) |                                 |                        |                            |                        |
|                      | Jacky Rosen (démocrate)             | Catherine Cortez Masto (démocrate) |                                 | 116e (2019-2021)       |                            |                        |
| 117e (2021-2023)     | Jacky Rosen (démocrate)             | Catherine Cortez Masto (démocrate) |                                 |                        |                            |                        |
| 118e (2023-2025)     | Jacky Rosen (démocrate)             | Catherine Cortez Masto (démocrate) |                                 |                        |                            |                        |
| 119e (2025-2027)     | Jacky Rosen (démocrate)             | Catherine Cortez Masto (démocrate) |                                 |                        |                            |                        |